# Диметрическая проекция
Диметри́ческая прое́кция — аксонометрическая проекция, у которой коэффициенты искажения по двум осям имеют равные значения, а искажение по третьей оси может принимать иное значение.

## Стандартные диметрические проекции[2]

### Прямоугольная диметрическая проекция
Ось Z' расположена вертикально, а оси X' и Y' образуют с горизонтальной линией углы 7°10' и 41°25'.
Коэффициент искажения по оси Y' равен 0,47, а по осям X' и Z' 0,94. На практике используют приведённые коэффициенты искажения {\displaystyle k_{x}=k_{z}=1} и {\displaystyle k_{y}=0,5}. В этом случае изображение получается увеличенным в {\displaystyle {\frac {1}{0,94}}\approx 1,06}.
Приближённо аксонометрические оси стандартной диметрической проекции можно построить, если принять tg 7°10'=1/8, а tg 41°25'=7/8.

Расположение осей координат в прямоугольной диметрической проекции

Приближённое построение прямоугольной диметрической проекции

### Фронтальная диметрическая проекция

Расположение осей координат во фронтальной диметрической проекции

Коэффициент искажения по оси Y' равен 0,5, а по осям X' и Z' 1.
Допускается применять фронтальные диметрические проекции с углом наклона оси Y' в 30° и 45°.

## Применение
Диметрическая проекция используется в машиностроительном черчении, САПР для построения наглядного изображения детали на чертеже, а также в компьютерных играх, для построения трёхмерного изображения.